# Mystery, Alaska
Mystery, Alaska är en amerikansk dramafilm från 1999 av regissören Jay Roach om ett fiktivt småstadshockeylag som spelar en uppvisningsmatch mot NHL-laget New York Rangers.

## Rollista
| Russell Crowe       | – John Biebe          |
| Hank Azaria         | – Charles Danner      |
| Mary McCormack      | – Donna Biebe         |
| Burt Reynolds       | – Judge Walter Burns  |
| Colm Meaney         | – Mayor Scott Pitcher |
| Lolita Davidovich   | – Mary Jane Pitcher   |
| Maury Chaykin       | – Bailey Pruitt       |
| Ron Eldard          | – 'Skank' Marden      |
| Ryan Northcott      | – Stevie Weeks        |
| Michael Buie        | – Connor Banks        |
| Kevin Durand        | – 'Tree' Lane         |
| Scott Grimes        | – 'Birdie' Burns      |
| Jason Gray-Stanford | – Bobby Michan        |
| Brent Stait         | – Kevin Holt          |
| Leroy Peltier       | – Ben Winetka         |